# UFC Women's Bantamweight Championship
Prima del 6 dicembre 2012, Ronda Rousey era la campionessa dei pesi gallo Strikeforce. In seguito alla fusione tra UFC e Strikeforce, fu promossa a campionessa indiscussa dei pesi gallo femminili UFC.

## Women's Bantamweight championship (fino ai 61 kg)
| Nome | Data                       | Luogo                       | Difese |
| --- | -------------------------- | --------------------------- | --- |
| Ronda Rousey                                                                                               | 6 dicembre 2012            | -                           | - batté Liz Carmouche ad UFC 157 il 23 febbraio 2013 - batté Miesha Tate ad UFC 168 il 28 dicembre 2013 - batté Sara McMann ad UFC 170 il 22 febbraio 2014 - batté Alexis Davis ad UFC 175 il 5 luglio 2014 - batté Cat Zingano ad UFC 184 il 28 febbraio 2015 - batté Bethe Correia ad UFC 190 il 1º agosto 2015 |
| Holly Holm                                                                                                 | 15 novembre 2015 (UFC 193) | Melbourne, Australia        | |
| Miesha Tate                                                                                                | 5 marzo 2016 (UFC 196)     | Las Vegas, Stati Uniti      | |
| Amanda Nunes                                                                                               | 9 luglio 2016 (UFC 200)    | Las Vegas, Stati Uniti      | - batté Ronda Rousey ad UFC 207 il 30 dicembre 2016 - batté Valentina Shevchenko ad UFC 215 il 9 settembre 2017 - batté Raquel Pennington ad UFC 224 il 12 maggio 2018 - batté Holly Holm ad UFC 239 il 6 luglio 2019 - batté Germaine de Randamie ad UFC 245 il 14 dicembre 2019                                 |
| Julianna Peña                                                                                              | 11 dicembre 2021 (UFC 269) | Las Vegas, Stati Uniti      | |
| Amanda Nunes (2)                                                                                           | 30 luglio 2022 (UFC 277)   | Dallas, Stati Uniti         | - batté Irene Aldana ad UFC 289 il 10 giugno 2023 |
| Nunes annuncia il suo ritiro il 10 giugno 2023. Il titolo diventa ufficialmente vacante il 20 giugno 2023. |                            |                             | |
| Raquel Pennington batté Mayra Bueno Silva                                                                  | 20 gennaio 2024 (UFC 297)  | Toronto, Canada             | |
| Julianna Peña (2)                                                                                          | 5 ottobre 2024 (UFC 307)   | Salt Lake City, Stati Uniti | |
| Kayla Harrison                                                                                             | 7 giugno 2025 (UFC 316)    | Newark, Stati Uniti         | |